# Carmen Vidal mujer detective
Carmen Vidal mujer detective es una película de comedia y suspenso de cine negro uruguaya de 2020 escrita, dirigida y protagonizada por Eva Dans en su debut como directora. Luciano Demarco, Roberto Suárez y Leonor Courtoisie actúan en los papeles secundarios.

## Trama
Carmen Vidal es una detective privada adicta a la pizza, la cerveza y la marihuana que lucha contra un senador criminal para vengar la muerte de su mejor amigo, en una comedia noir sobre la superación personal.

## Reparto
Los actores que participaron en esta película son:
- Eva Dans como Carmen Vidal
- Roberto Suárez como Jorge Hernández
- Luciano Demarco como Carlos Cesárea
- Nicolás Luzardo como Ronnie Rosa-Spinoza
- Leonor Courtoisie como Ágata
- Gimena González como Teodora Muller
- Bruno Contenti como Iván
- Gustavo Cabrera como El investigador
- Enrique Bastos como Raúl

## Producción
La fotografía principal inició en julio de 2018 durando 20 días.

## Lanzamiento
Se estrenó el 5 de noviembre de 2020 en cines uruguayos, luego se expandió al mercado mexicano el 9 de marzo de 2023.